# 5-я армия (Великобритания)
5-я армия — армия Великобритании, принимавшая участие в Первой мировой войне.

## Боевой путь
Утром 21 марта 1918 года по передовым позициям британской 5-й армии в районе реки Сомма немецкими артиллеристами был произведён сильный артиллерийский обстрел.
Первые дни наступления выявили отсутствие совместных действий войск Антанты. Когда английская 5-я армия была полностью измотана, французский генерал Петэн не счёл нужным помочь союзникам. И лишь с 23 марта, когда положение стало угрожающим, французские войска стали прибывать на фронт боевых действий.
Во время Весеннего наступления немцев в 1918 году 5-я армия Гофа была разбита немцами и отступила. Гоф Хьюберт 27 марта 1918 года был отстранён от командования и отозван в Великобританию.
26 марта 5-я английская армия отходила к морю, 6-я французская к Парижу. На стыке этих армий образовался разрыв до 15 км. Стремясь развить успех, германское командование приказывает 2-й армии захватить Амьен. Однако в этот день инициатива переходит в руки союзников. Был назначен единый командующий союзными войсками генерал Фош, который предпринял энергичные действия, направив в район Амьена большие резервы и начав замену измученных английских войск французскими. 27 марта и 28 марта все атаки германских войск оказались безрезультатными.
28 марта 18-я армия провела последние успешные бои. Англичане проводили ощутимые контратаки, а у Амьена сосредоточились 2 свежие французские армии. В этот же день союзным войскам удалось закрыть брешь у Амьена, темп германского наступления снизился. 5 апреля, видя бесперспективность дальнейших активных действий, генерал Людендорф отдал приказ о прекращении наступления.
31 мая 1918 года Бидвуд заменил Губерта Гофа на посту командующего 5-й британской армией, фактически разгромленной германскими войсками в ходе Весеннего наступления. Принял активные меры к быстрому её восстановлению и участвовал в Стодневном наступлении союзных армий.

## Командный состав армии

### Командующие армией
- октябрь 1916 — март 1918 генерал Сэр Гоф Хьюберт
- апрель 1918 — май 1918 генерал Сэр Уильям Пейтон
- май 1918 — ноябрь 1918 генерал Сэр Уильям Бидвуд